# سید جلال‌الدین آشتیانی
سید جلال‌الدین میری آشتیانی (۱۳۰۴، آشتیان – ۳ فروردین ۱۳۸۴، مشهد) معروف به سید جلال‌الدین آشتیانی، عارف و فیلسوف اصالت وجودی بود که دارای آثاری در فلسفه و عرفان اسلامی است و توانست در سال ۱۳۵۵ برندۀ جایزۀ البرز به عنوان دانشمند برتر شود. وی همچنین از برگزیدگان دومین همایش چهره‌های ماندگار در رشتهٔ فلسفه است. هانری کربن، فیلسوف، ایران‌شناس و  اسلام‌شناس معاصر فرانسوی به  آشتیانی لقب ملاصدرای ثانی را داده بود.

## تحصیلات
او در حوزۀ تحصیلات دینی، در درس خارج فقه و اصول میرزا حسن موسوی بجنوردی شرکت جست و سال‌ها در محضر سید حسین طباطبایی بروجردی و ابوالحسن رفیعی قزوینی و سید روح‌الله خمینی و سید محمدحسین طباطبایی به تحصیل علوم عقلی و نقلی پرداخت.

## کارنامه
محمّد ملکی در دانشنامهٔ علّامه آشتیانی (۱۳۹۳) فهرستِ توصیفیِ مفصّلی از کارهای آشتیانی به دست داده است.
بخش تکمیلی و تصحیح سال‌شمار زندگی علامه آشتیانی با استناد به منابع ذکر شده، مانند خودزندگی نامه (اتوبیوگرافی) در ادامه آورده شده است.

### تالیفات
- شرح بر زاد المسافر صدر المتالهین دربارۀ معاد جسمانی[۴]
- شرح فصوص الحکم فارابی[۵]
- شرح مقدمۀ قیصری بر فصوص الحکم
- هستی از نظر عرفان و فلسفه
- نقد تهافت غزالی
- تفسیر سورهٔ فاتحة الکتاب
- احوال و آثار و آرای ملاصدرا
- حکمای اسلام بعد از صفویه

### مقدّمه بر آثار دیگران
- مقدمه بر نقد النصوص فی شرح نقش النصوص، تألیف عبدالرحمن بن احمد جامی، تصحیح ویلیام چیتیک، انجمن فلسفه ایران، ۱۳۵۶
- مقدمه بر شکوه شمس، سیری در آثار و افکار مولانا، نوشتۀ اسلام‌پژوه ماری شیمل، ترجمۀ حسن لاهوتی، تهران، شرکت انتشارات علمی و فرهنگی، ۱۳۷۶
- مقدمه بر شرح مثنوی معنوی مولوی، نوشتۀ نیکسون، ترجمۀ حسن لاهوتی، تهران، انتشارات علمی و فرهنگی، ۱۳۷۴

### تصحیح و تعلیق و تفسیر
- تفسیر فاتحة الکتاب، تفسیری عرفانی از مؤلفی ناشناخته تصحیح و مقدمه و تعلیقه آشتیانی،
- مرآت العارفین، تفسیر سوره حمد، تصحیح و تعلیق آشتیانی
- اثولوجیا، تألیف فلوطین، با تعلیقات قاضی سعید قمی، تصحیح و مقدمه
- اصول المعارف، تألیف فیض کاشانی، تصحیح و تعلیق آشتیانی
- انوار جلیه، ملا عبدالله زنوزی، تصحیح و مقدمه آشتیانی
- تحفه در مباحث علم، ملانظرعلی گیلانی، تصحیح و مقدمه آشتیانی
- تحفة المراد، شرح قصیده میرفندرسکی، تألیف شریف دارابی
- تمهید القواعد، ابن ترکه، تصحیح و مقدمه آشتیانی
- شرح رساله مشاعر، ملامحمدجعفر لاهیجی، تصحیح و تعلیق و مقدمه
- رسالة النصوص، صدرالدین قونوی، تصحیح و تعلیق
- رساله نوریه در عالم مثال، حکیم بهایی لاهیجی، تصحیح و تعلیق و مقدمه
- رسائل فلسفی، تألیف ملاصدرا، تصحیح و تعلیق و مقدمه
- رسائل فلسفی، ملانظرعلی گیلانی
- مجموعه آثار عصار، سید محمد کاظم عصار، تصحیح و مقدمه
- رسائل قیصری، داوود بن محمودقیصری، تصحیح و مقدمه
- شرح فصوص الحکم، مؤیدالدین جندی، تصحیح و مقدمه
- شرح فصوص الحکم، محمدداوود قیصری رومی، تصحیح و تعلیق و مقدمه
- شرح دعاء العرفه، ملا محمدعلی فاضل خراسانی، تصحیح و مقدمه
- الشواهد الربوبیة فی المناهج السلوکیه، ملاصدرا، تصحیح و تعلیق و مقدمه
- قرة العیون، ملااحمد نراقی، تصحیح و مقدمه
- لمعات الهیه، ملاعبدالله زنوزی، تصحیح و مقدمه
- المبدأ و المعاد، تألیف ملاصدرا، تصحیح و مقدمه
- رسائل حکیم سبزواری، ملاهادی سبزواری، تصحیح و تعلیق و مقدمه
- مشارق الدراری، شرح تائیه ابن فارض، سعید الدین بن سعید فرغانی، تصحیح و تعلیق و مقدمه
- مصباح الهدایه، امام خمینی، تصحیح و تعلیق و مقدمه
- المظاهر الالهیة فی اسرار العلوم الکمالیه، ملاصدرا، تصحیح و مقدمه
- مکاتبات عرفانی بین سید احمد کربلایی و شیخ محمدحسینی غروی اصفهانی، تصحیح و تعلیق و مقدمه
- اللمعة الالهیه و الکلمات الوجیزه، ملامحمدمهدی نراقی، تصحیح و تعلیق و مقدمه.

- منتخابی از آثار حکمای الهی ایران در چهار جلد

### ترجمه‌ها
ترجمه کتاب انوار جلیهٔ مدرس زنوزی از کارها دیگر او است که از طرف انتشارات امیرکبیر بارها تجدد چاپ شده است.
در حوزهٔ عرفان نظری نیز می‌توان تعلیق و تصحیح و مقدمه بر «رسائل قیصری» (با حواشی محمد رضا قمشه‌ای)، تصحیح و تعلیق شرح جندی بر فصوص الحکم ابن عربی را نام برد.
- ف‍ل‍وطی‍ن، نه‌گانه‌ها (اثولوجیا: تعلیقات بر اثولوجیا)، تألیف قاضی سعید قمی، ترجمهٔ ابن ناعمه حصبی؛ با مقدمه و تصحیح جلال‌الدین آشتیانی؛ مقدمه انگلیسی حسین نصر، تهران: انجمن شاهنشاهی فلسفه ایران‏‫، ۱۳۹۸ق. ‬‏‫= ۱۳۵۶؛ ویراست ۲، تهران: مؤسسهٔ پژوهشی حکمت و فلسفه ایران، ‏‫۱۴۰۱. ‬‬

### فعالیت سیاسی
سید هادی خسروشاهی، محقق، اسلام‌شناس، سیاستمدار معاصر در کتابی تحت عنوان «دربارهٔ فیلسوف معاصر سید جلال الدین آشتیانی و نهضت مقاومت ملی و جمعیت متاع» به فعالیت‌های سیاسی و غیرعلمی ـ غیرفلسفی در دوران زندگی ایشان پرداخته است.
مؤلف در بخشی از مقدمهٔ کتاب دربارهٔ زندگی سیاسی آشتیانی اینگونه می‌پردازد:
در واقع استاد جلال آشتیانی، در آن برهه از زمان، همزمان با ارتباط مقبول و موقعیت خاص در بیت مرجعیت -آیت الله بروجردی- و تحصیل و تدریس در حوزه و بحث و تلاش در دائره علوم اسلامی، به ویژه عرفان و فلسفه، در مسائل سیاسی روز هم به نحوی دخالت و نقش داشته است که البته این موضع و این مرحله در زندگی ایشان، مورد توجه اغلب سیره‌نویسانی که دربارهٔ استاد جلال، مقاله یا کتابی نوشته‌اند قرار نگرفته است و فقط یکی از پژوهشگران، با استناد به نوشته‌ها و نامه‌های ایشان به اینجانب، به این بُعد از زندگی ایشان هم اشاراتی کرده است که قابل تقدیر است…

## رویدادها
سال شمار و رویدادهای زندگی آشتیانی
۱۳۰۴ _ تولد در قصبه (که بعدها تبدیل به شهر شد) آشتیان
۱۳۰۹_ ورود به مکتب‌خانه و همزمان تحت تعلیمات قرآنی مادر (صدیقه سادات میری) که استاد تجوید و تلاوت و مدیر تنها مکتب‌خانهٔ دخترانهٔ آشتیان بود و ورود به دبستان خاقانی آشتیان در سن پنج سالگی.
۱۳۱۳_ مطالعه دروس قدیم مانند گلستان و بوستان سعدی، نصاب الصبیان، معجم وجامع المقدمات در صرف و نحو و قسمتی از دره نادری و نیز قسمتی از کتاب شرح سیوطی تعلیمات خط و آموزش دروس حوزوی و …
۱۳۲۳_ عزیمت به شهر قم و ورود و تحصیل دروس دینی و شروع مطالعه شرح لمعه در محضر آیت الله صدوقی یزدی و همزمان شرکت در کلاس‌های جلد اول کفایة در محضر آیت الله حاج میرزا عبدالجواد جبل عاملی اصفهانی.
_ شرکت در کلاس شرح شمسیه در محضر آیت الله عبدالجواد جبل عاملی.
_ شرکت در کلاس‌های شرح منظومه حکیم سبزواری ومکاسب شیخ اعظم آیت الله شیخ مهدی مازندرانی با معرفی میرزا مهدی آشتیانی
_الهیات منظومه، شوارق و قسمت عمدهٔ امور عامه اسفار نزد میرزا مهدی آشتیانی.
_ به مدت هشت سال شرکت منظم در درس فقه و اصول آیت الله بروجردی مرجع عام شیعیان و آغاز دوستی و قرابت بی حد با آیت الله بروجردی.
_ به مدت یک سال همزمان شرکت منظم در کلاس درس فقه و اصول آقا سید محمد تقی خوانساری
_عزیمت و سفرهای متعدد به تهران و قزوین
۱۳۳۶_ اقدام جهت ورود به دانشگاه تهران
_مهاجرت به نجف به مدت دو سال
۱۳۳۸_ آغاز به تدریس در دانشکدهٔ الهیات مشهد
_بهمن ماه همان سال تألیف رسالهٔ هستی از نظر فلسفه و عرفان
۱۳۳۹_ آشنایی با هانری کُربَن و آغاز به کار و تألیف منتخباتی از آثار حکمای الهی ایران و عضویت در انجمن تألیف و ترجمه دانشگاه فردوسی مشهد
۱۳۴۰_ تألیف شرح حال و آراء فلسفی ملاصدرا.
_خرداد ماه همان سال، احراز درجه دانشیاری.
۱۳۴۲_ حاشیه ای بر شرح رسالهٔ المشاعر ملامحمد جعفر لاهیجی.
_ آشنایی با بدیع الزمان فروزانفر و شروع دوستی و برگزاری جلسات و رفت و آمدبه دانشکده ادبیات و علوم انسانی دانشگاه تهران.
۱۳۴۳_ انتشار و چاپ کتاب شرح مقدمه قیصری بر فصوص الحکم.
۱۳۴۵_ نیل به درجهٔ استادی.
۱۳۴۶_ دعوت و تدریس به دانشگاه ادبیات و علوم انسانی دانشگاه تهران.
_ درگذشت پدر (سید علی میری آشتیانی)
_ تصحیح شواهد الربوبیه.
۱۳۴۷_ انتشار مقالهٔ استادِ اکبر سید محمد کاظم عصار.
۱۳۴۸_ تصحیح رسالهٔ حکیم سبزواری.
_بهمن ماه همان سال: سخنرانی در آئین بزرگداشت حاج ملاهادی سبزواری با عنوان «سبزواری کیست»
این بزرگداشت به درخواست دانشگاه مک گیل برگزار گردید.
۱۳۴۹_ تصدی ریاست گروه فلسفه و حکمت دانشگاه فردوسی مشهد.
۱۳۵۲_ تمدید ریاست بر گروه فلسفه و حکمت اسلامی
_دی ماه همان سال، عضویت در کمیتهٔ تألیف و ترجمهٔ دانشکده الهیات و معارف اسلامی.
۱۳۵۳_تصحیح و انتشار شرح الفصوح و الحکم
_ تأسیس مؤسسه پژوهشی حکمت و فلسفه ایران مؤسسه پژوهشی حکمت و فلسفه ایران با مدیریت و همت دکتر حسین نصر
۱۳۵۴_ تصحیح انوار الجلیله تألیف زنوزی.
_ تصحیح لمعات الالهیه تألیف زنوزی.
_تصحیح مبدأ و معاد تألیف ملاصدرا.
۱۳۵۵_ عضویت در شورای پژوهشی دانشگاه فردوسی مشهد به مدت دو سال.
_ آبان ماه همان سال، عضویت در کمیتهٔ انتصابات و ترفیعات دانشکدهٔ الهیات و معارف اسلامی.
_ دریافت جایزه البرز از طرف بنیاد فرهنگی البرز.
_ تصحیح و مقدمه بر تمهیدالقواعد تألیف ابن ترکه.
۱۳۵۷_ تصحیح و تعلیق و مقدمه بر اللمعة الالهیة و الکلمات الوجیزه تألیف ملامهدی نراقی.
_ تصحیح شرح دعای عرفه، اثر ملا محمد علی فاضل
_تصحیح تحفه، اثر ملانظرعلی گیلانی.
_ تصحیح قرةالعین تألیف ملا احمد نراقی
۱۳۵۹_ تصحیح اثولوجیا با تعلیقات قاضی سعید
۱۳۶۳_ آغاز به تدریس و برگزاری کلاس‌های فلسفه و عرفان در حوزه علمیه مشهد.
۱۳۶۴_ مقاله ای تحت عنوان «زندگی‌نامه خودنوشت» جهت چاپ در روزنامهٔ کیهان فرهنگی.
_ شروع ستون نویسی مستمر جهت چاپ در روزنامهٔ کیهان اندیشه و کیهان فرهنگی.
۱۳۶۷_ تصحیح و تعلیق مشارق الدراری شرح تائیه ابن فارض تألیف سعید الدین سعید فرغانی.
_ مقدمه کتاب «شکوه شمس» نوشتهٔ اسلام پژوه معاصر خانم آنه ماری شیمل، خاورشناس و مولوی‌شناس سرشناس آلمانی و ترجمهٔ مولوی شناس و مترجم حسن لاهوتی
۱۳۶۹_ ملاقات حضوری با پروفسور آنه ماری شیمل و گفتگویی مبسوط پیرامون شخصیت عرفانی مولانا جلال الدین و شمس و نظرات حکمای قدیم در مورد صوفی گری و نقش عرفان در اسلام
۱۳۷۰_ انتصاب به سمت ریاست گروه حکمت و فلسفه اسلامی.
۱۳۷۱_ تصحیح شرح رساله المشاعر تألیف ملامحمد جعفر لاهیجی.
۱۳۷۲_ تصحیح تحفة المراد اثر عباس شریفی دارابی.
_ تصحیح مصباح الهدایة تألیف سید روح‌الله خمینی.
_ تصحیح تفسیر سوره فاتحة الکتاب.
۱۳۷۴_ تصحیح مرآت العارفین.
_ تصحیح شرح فصوح الحکم.
اسفند ماه همان سال عضویت در هیآت نشریهٔ علمی پژوهشی دانشکدهٔ الهیات.
۱۳۷۵_ بازنشستگی اجباری به بهانهٔ اسلامی سازی دانشگاه‌ها و مقابله و مخالفت با مکتب تفکیک، در زمان ریاست جمهوری هاشمی رفسنجانی و وزارت محمدرضا هاشمی گلپایگانی
۱۳۷۶_ درگذشت مادر، صدیقه السادات میری آشتیانی (حسینی)
_ سیزدهم اردیبهشت ماه همان سال، آخرین تدریس استاد در حوزهٔ علمیه، اسفار جلد دوم
_ اسفند ماه همان سال:انتخاب به عنوان دانشمند برجسته توسط فرهنگستان علوم.
۱۳۷۷_ دعوت به کار به وسیله دکتر مصطفی معین وزیر علوم وقت در زمان ریاست جمهوری سید محمد خاتمی
_ چاپ کتاب ماه ادبیات و فلسفه ویژه نامهٔ استاد آشتیانی.
_بهمن همان سال: دریافت جایزهٔ شانزدهمین دورهٔ کتاب سال جمهوری اسلامی به مناسبت انتشار شرح قیصری بر فصوح الحکم.
_ انتشار خرد جاودان، جشن نامهٔ استاد سید جلال الدین آشتیانی به کوشش حسن سید عرب و علی اصغر محمد خانی.
_ زمستان همان سال: ویژه نامهٔ نکوداشت سید جلال آشتیانی نشریهٔ دانشکده الهیات دانشگاه فردوسی.
۱۳۷۸_ مراسم نکوداشت علامه سید جلال الدین آشتیانی.
۱۳۸۰_ دریافت نشان درجه یک دانش از رئیس‌جمهور.
۱۳۸۱_ انتخاب در همایش چهره‌های ماندگار فلسفه و عرفان در دومین همایش.
۱۳۸۳_ شروع بیماری و بستری در بیمارستان سینای مشهد.
_ تیر ماه همان سال: تعیین تیم پزشکی توسط ریاست جمهور خاتمی و انتقال به منزل و پرستاری ویژه.
۱۳۸۴_ سوم فروردین ماه یکهزار و سیصد هشتاد و چهارم خورشیدی، درگذشت در منزل شخصی خود هنگام اذان ظهر.
_ ششم فروردین ماه: تشیع و خواندن نماز بر پیکر ایشان توسط سید عزالدین حسینی زنجانی و خاکسپاری در صحن آزادی حرم امام رضا.
پس از مرگِ آشتیانی سیّد حسین نصر و حسینعلی منتظری و سیّد علی خامنه‌ای و اکبر هاشمی رفسنجانی و سیّد محمّد خاتمی و غلامعلی حدّاد عادل و دیگرانی پیامِ تسلیت فرستادند.

## تقابل بامکتب تفکیک
پس از مهاجرت میرزا مهدی اصفهانی به مشهد، حوزه علمیه مشهد به تضاد با فلسفه و عرفان روی آورد. آشتیانی منتقد میرزای اصفهانی و مکتب تفکیک بود. این مخالفت‌ها به بازنشستگی اجباری (با فشار و هماهنگی با دولت وقت) او انجامید. نقد آشتیانی بر تهافت الفلاسفه غزالی، تعریضی بر مکتب مشهد بود. آشتیانی بر این باور بود که میرزا مهدی اصفهانی قابلیت فراگیری فلسفه را نداشت و ریاضت‌های خارج از اندازه او را دچار یأس و ناامیدی کرده بود. سید هادی خسروشاهی به نقل از  سید جلال الدین آشتیانی میگفت: «اصفهانی از عرفان سُرخورد، به جان فلسفه افتاد»
آشتیانی در تبیین سیر تاریخی ماجرای ضد فلسفه مشهد و نقش اصفهانی در آن می‌گوید:
«مخالفت با فلسفه در مشهد، برمی‌گردد به زمان آقا میرزا مهدی اصفهانی که شاگرد میرزا حسین نایینی بوده است. او در ابتدا می‌رود و همان طریقه آخوند ملاحسینقلی همدانی و آقا شیخ محمد بهاری و آقا سید مرتضی کشمیری را انتخاب می‌کند. روزه زیاد می‌گیرد. نماز زیاد می‌خواند. اذکار و اوراد وارد شده از ائمه را انجام می‌دهد. مدتی این کار را می‌کند. آقای خوئی برای من نقل کرد، از آقای میلانی هم شنیدم که مرحوم آقا شیخ ابوالقاسم اصفهانی که استاد آقای بروجردی بود می‌گفت: «مرحوم آقا میرزا حسین نائینی پنجاه دینار به من داد و گفت ایشان را به ایران ببر و معالجه‌اش کن. ما آمدیم شمیران. جایی گرفتیم. پس از مدتی حالش بهتر و سرانجام خوب شد. بعد می‌رود نزد مرحوم آقا میرزا احمد آشتیانی که شاگرد نائینی بود و با وی دوست بود و مهمان وی می‌شود. بعدها میرزا احمد آشتیانی می‌گفت: شواهد الربوبیه را پیش من می‌خواند اما فهم مطالب فلسفی برایش از اصعب امور بود.
همچنین علامه آشتیانیبه نقل از شیخ هاشم قزوینی می‌نویسد: «ما می‌خواستیم مطالب مرحوم نایینی را برای ما تقریر کند، بعد از آن که تقریرات حاج شیخ محمدعلی خراسانی کاظمینی مدائنی چاپ شد، معلوم شد که کثیری از مباحث را ایشان به گونه‌ای دیگر و مغایر با آنچه در تقریرات است، طرح نموده است.
از علامه سید جلال الدین آشتیانی اینگونه نقل می‌شود:
بنده ازباب امتثال امر کسی که اطاعت از او را واجب می‌دانم(امام) در نامه‌ای از آقایان (بزرگان مکتب تفکیک در مشهد، حضرات آیات مروارید و میرزا جواد تهرانی رضوان الله علیهما) خواهش کردم که شما الهیات و اسفار و شرح فصوص قیصری را مطالعه و برای ما درس بدهید و افاضات شما را ضبط خواهیم کرد. اگر شما از عهده تدریس این دو کتاب برآمدید، آنگاه حق دارید اشکال کنید و اگر نتوانستید از عهده تدریس الهیات اسفار و فصوص برآیید عقلاً و شرعاً حق مخالفت و اعتراض ندارید. حامل نامه به آقای ملائی گفته بود: «نامه را به آقایان رساندم سکوت اختیار کردند!»
بعداً آقای ملائی به استاد فرمودند عجب کار حساب شده‌ای انجام دادید!
استاد آشتیانی فرمودند: شخص امام به من گفتند که این کار را انجام دهم.
بارها علامه آشتیانی تفکیکیون (بزرگان مکتب تفکیک در مشهد) را به انحاء گوناگون به مناظره علمی پیرامون دفاع از فلسفه و عرفان و اسفار دعوت نموده است که اغلب بی جواب مانده است.
علامه سید جلال الدین آشتیانی در جای دیگری اینگونه نقل می‌کنند:
پس از سکوت آقایان تفکیکی [و اظهار عجز از تدریس اسفار و فصوص] حامل نامه (آقای سیدان) پیغام داد که من حاضرم در موضوع معاد با نویسنده این نامه بحث کنم!
بنده عرض کردم: حاضرم در معاد بحث کنم ولی نه پا در هوا! بلکه باید از اول سِفْر نفس اسفار که در نحوهٔ ظهور نفس و تحقق آن از عالم غیب به عالم شهادت و ماده است بحث کرده، و به دلایل تجرّد نفس پرداخت، و بعد در نحوه وجود آن بعد از مرگ و عود آن به بدن در قیامت و آخرت گفتگو کرد..
کسی حق اعتراض به ملاصدرا که خود از متصلبان در معاد جسمانی است را دارد که حاضر شود از اول سفر نفس تا آخرت مبحث معاد جسمانی را تقریر نماید. ولی اگر در همان صفحه اول سفر نفس متوقف شد و نتوانست مطلب کتاب را درک نماید شرعاً در این باب محکوم به سکوت است. این گوی و این میدان

## نقل قول ها
علامه مرحوم سید جلاال الدین آشتیانی
می‏گفت: «باید رفت، هر چه سبک‏تر باشیم شاید راحت‏تر به محضر باری تعالی برسیم»
در جایی ایشان میگفتند:
«به راستی پیوسته  به فکر مرگم و این باور را پیدا کرده ام که این اقدامات نشریه ای وشرح جهل ها ، محصولی جز شرح خود کردن و اطفای هوای نفس ندارد. اگر چیزی در قیامت قابل قبول وعرضه کردن باشد، به شرط آنکه تمام جوانب آن را اخلاص فرا گرفته باشد، همانا بی سر وصدا، خدمت به خلق کردن است.»هنگامی که این سخنان را می گفت ، اشک محاسنش را تر می کرد .
منوجهر صدوقى سها:
سيدنا السنّد ، مجسمه فتوّت و مُروّت بود.
به من بفرمود كه:
اين جيتك كذايى كه فارسى نمى دانست
كارى بزرك كرده است
وجند اشكال كردن كلفت هم بر من كرفته است.

استاد ابراهیمی دینانی در مراسم شب بخارا:
حال من بد نیست در تنهایی ام
با خودم در خلوت ام، تنها نی ام
من اگر بخواهم درباره مرحوم آقا  سید جلال آشتیانی، فیلسوف بزرگ عصر ما و دوست دیرینه بنده و بسیاری از حضاری که اینجا تشریف دارند، صحبت کنم باید همین بیتی را که برایتان خواندم تفسیر کنم. آقای آشتیانی جمع متناقضات بود. خیلی تنها بود. تنها زندگی کرد و تنها از دنیا رفت. ازدواج هم نکرد. با این حال اجتماعی‎ترین مرد هم بود. آن وقت که ما در قم طلبه بودیم و ایشان هم در قم بود، یعنی در زمان ریاست حضرت آیت الله بروجردی اعلی الله مقامه، کمتر کسی می توانست خدمت آقای بروجردی برود. ما طلبه ها هم که اصلا راه به آنجا نداشتیم. تنها طلبه ای که هر وقت می خواست پیش آقای بروجردی می رفت آقای  آشتیانی بود. او با آقای بروجردی رفیق بود. حالا آقای بروجردی یک مرجع اعلا و پیرمرد، و آقای آشتیانی یک طلبه جوان! او در عین حال که با آیت الله بروجردی رفیق بود، با بالخیر، آفتابه دار مدرسه فیضیه، هم رفیق بود
دکتر حسین نصر:
در این زمان که کاخ فلسفی غرب از درون تزلزل یافته و نه یکی دو ، بلکه بسیاری از فلاسفه غربی از پایان نفس فلسفه سخن می گویند و هستند آنان که با جدیت در جستجوی فلسفه به معنی عشق به حکمت به سوی فلسفه اسلامی روی می آورند و در این دوران که نسلی جوان تر در ایران و سایر ممالک اسلامی خود باختگی نسل گذشته را در مقابل فلسفه غربی از دست داده و با چشمی باز به سوی یافتن دوباره خویش در بعد فکری و فلسفی آن هستند، اهمیت کوشایی پیایی توام با حدث فکر و ایمان و عشق به حق و حقیقت که در وجود استاد سید جلال الدین آشتیانی ساری است نمایان می شود.
پرتو تحقیقات  استا‌د بر عرض و طول تاریخ فلسفه اسلامی نظرگاه این سنت بزرگ فلسفی را برای همیشه در جهت کمال تغییر داد، و به همین جهت برای نه فقط این دوران بلکه نسل های آینده ،مجموعه آثارشان یک راهنمای مطمئن و یک زاد ضرور در این سفر بزرگ در جهان وسیع فلسفه اسلامی است و نام ایشان برای همیشه در تاریخ فلسفه این عصر باقی خواهد ماند. از درگاه پروردگار متعال مسألت دارد که افاضات ایشان سالیان دراز ادامه یابد و رهنمود و رهگشای شاگردان مستقیم و غیر مستقیم ایشان و طالبان معرفت و حکمت در ایران و سایر ممالک اسلامی و حتی سایر نقاط عالم باشد.
دکتر حسین نصر
عرض و طول تاریخ فلسفه اسلامی
آقاى آشتيانى روزى به بنده كَفت
قبل از آمدن حاجى آقا (علامه طباطبايي) به قم، ما فقط دروس فقه و فلسفه مى خوانديم
وتوجهى به جنبه اخلاقى تعليم و تربيت اسلامى نداشتيم.
ايشان بودند كه ما را متوجه ساختند كه همراه با فراكيرى متون،
بايد به تصفيه نفس و كسب صفات اخلاقى پرداخت.
در محضر آیت الله العظمی بروجردی
علامه آشتیانی نقل می کند: روزى به وساطت فداييان اسلام برآمدم.
مرحوم بروجردى گفت: آن ها جه مى خواهند؟ كفتم: طالب حكومت اسلامى هستند.
گفت: كه جه شود؟ كه بيايند به جاى اقبال صدراعظم شوند؟ آن كاه اشاره اى كرد به پيرمردى كه در كنارى نشسته بود
وگفت : اكر اين پيرمرد به جاى اقبال نشيند ، صدها بار از او بدتر مى كند.
حالاكه مى بينى اين كونه آرام نشسته است فرصت ندارد.